# Kepstar
Kepstar (lat. i eng. cepstrum), vrsta transformacije spektra signala.
Kepstar je ishod preuzimanja obrnutog Fourierova preobražaja (eng. inverse Fourier transform, IFT) logaritma procijenjenog spektra signala. Postoji kompleksni kepstar, realni kepstar, potencijski kepstar i fazni kepstar. Potencijski kepstar (eng. power cepstrum) posebno ima primjenje u analizi ljudskog govora. 
Riječ cepstrum izvedena je premetanjem prvih četiriju slova iz riječi spectrum. Operacije na kepstrima označava se nazivima s namjerno premetnutim prvim slogovima analiza kefrencija (ili alaniza kefrencija), liftriranje i kepstralna analiza.
Kepstar zvučnoga signala povezan je sa spektrom, ali predstavlja stopu promjene u različitim pojasima spektra. Posebice je korisno za osobine glasovnih zapisa i rabljen je, primjerice, u programima za prepoznavanje govornika po osobinama njihova glasa.
U automatskom prepoznavanju govora i govornika nekoliko je mjera a jedna od najčešće korištenih je mjera euklidske udaljenosti MFCC vektora. Algoritam kojim se izračunava mel frekvencijskih kepstralnih koeficijenata zasniva se na filtarskom slogu kod kojeg su pojasi ekvidistantno raspoređeni na percepcijski motiviranoj mel ljestvici. Više paramatera sustava za kepstralnu analizu utječe na vrijednost mel kepstralnog vektora te time ujedno i na svojstva kepstralne mjere udaljenosti glasova.